# Oosterse langsteelgraafwesp
De oosterse langsteelgraafwesp (Sceliphron curvatum) is een vliesvleugelig insect uit de familie van de langsteelgraafwespen (Sphecidae). De wetenschappelijke naam van de soort is voor het eerst geldig gepubliceerd in 1870 door F. Smith.